# Werner Biermann (Schiffbauingenieur)
Werner Biermann (* 11. Oktober 1900 in Oberseiffenbach; † 5. April 1986 in Rostock) war ein deutscher Schiffbauingenieur und Hochschullehrer.

## Leben
Er wurde im Ortsteil Oberlochmühle der Gemeinde Oberseiffenbach im sächsischen Erzgebirge geboren. Nach dem Schulbesuch studierte Biermann und promovierte zum Dr.-Ing. 1951 wurde er Professor mit vollem Lehrauftrag für Statik des Schiffes an der Universität Rostock. 1953 erhielt er einen entsprechenden Lehrstuhl. 1966 wurde er emeritiert. Er starb 1986 im Rostocker Stadtteil Warnemünde.
Sein Forschungsschwerpunkt war die Schiffstechnik.

## Schriften (Auswahl)
- Ein Festwertverfahren. Leipzig 1954.
- Trägerrost-Berechnung. Leipzig 1955.
- Trägerrost-Tabellen. Berlin 1969.
- (Mitautor): 200 Fragen und Antworten zur EDV. Berlin 1972.